# Zeeman (winkel)

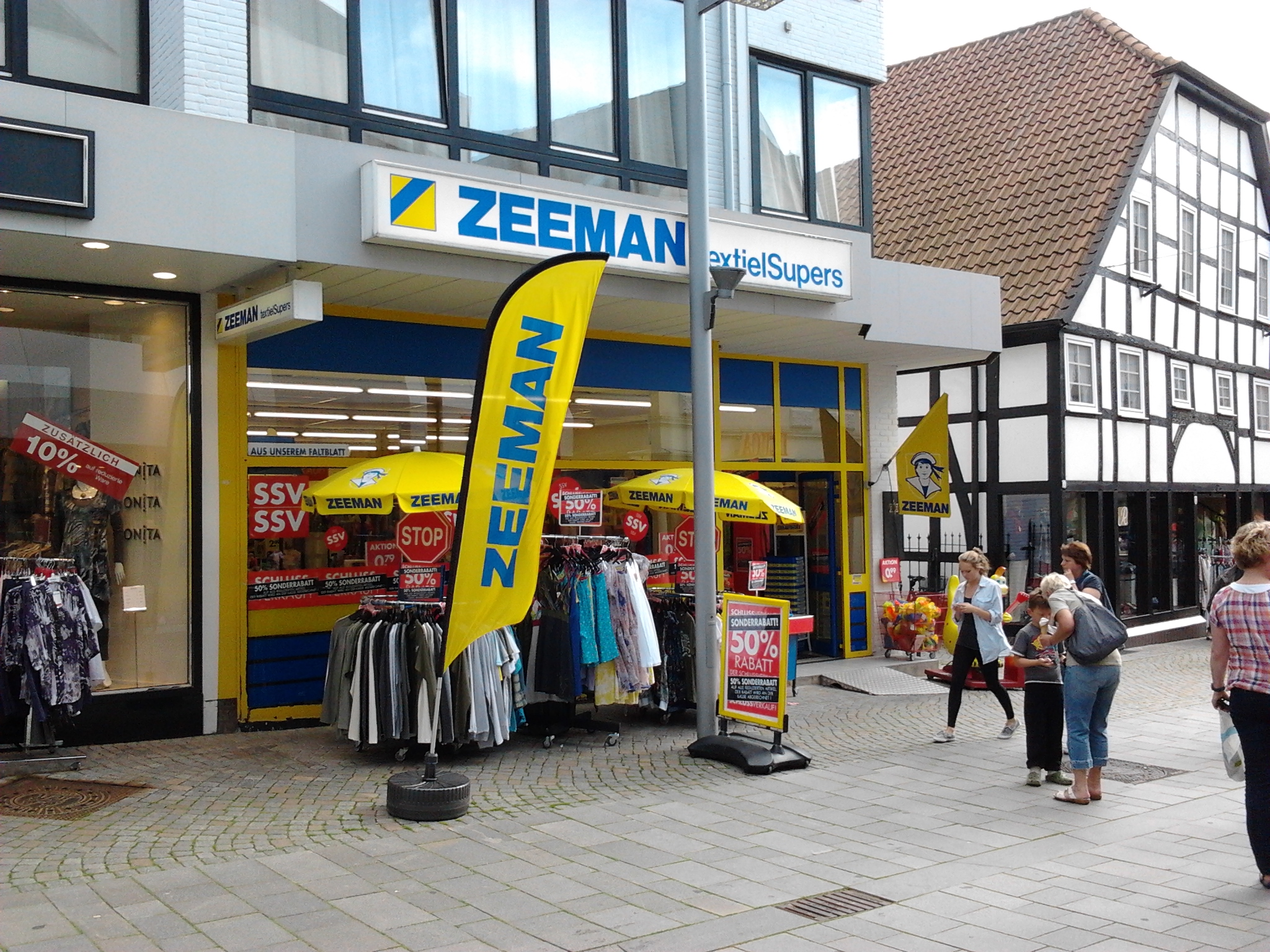
Winkel in Bünde, Duitsland

Zeeman textielSupers is een Nederlandse winkelketen die in 1980 160 textielsupers van Brons overnam en anno 2024 meer dan 1.400 vestigingen heeft in Nederland, België, Luxemburg, Duitsland, Frankrijk, Oostenrijk, Spanje en Portugal.

## Geschiedenis
De eerste winkel werd geopend in maart 1967 door Jan Zeeman (1942–2020) in Alphen aan den Rijn. Die was opgezet als een soort supermarkt voor kleding en sloeg goed aan, zodat al snel de tweede vestiging werd geopend. Zeeman noemde zijn concept textielsupers. Het distributiecentrum is nog steeds in Alphen aan den Rijn gevestigd.
In 1999 trok Jan Zeeman zich terug uit de dagelijkse leiding, die in handen kwam van oud-Kijkshop-directeur Paul Schouwenaar. Deze heeft het bedrijf in september 2006 verlaten, opgevolgd door Bart Karis per januari 2007. Sinds januari 2018 wordt het bedrijf geleid door Erik-Jan Mares. Zeeman zelf bleef echter de eigenaar van het bedrijf en tot 2014 was hij er commissaris.

## Formule
De huiskleuren van Zeeman zijn geel en blauw, met als boegbeeld een matroos. De winkels stralen eenvoud uit, in interieur, maar ook in verpakking van de producten. Veel kleding ligt los in metalen bakken, als op een markt. Sinds eind 2009 krijgen nieuwe winkels een moderne uitstraling doordat de kleur grijs wordt toegevoegd aan de huisstijl van Zeeman.

## Reclameleuzen
Het motto kwaliteit voor een lage prijs komt terug in de reclameslogans die door de tijd heen zijn gebruikt:
- Zeeman kleedt je voor een beetje
- Je zou wel gek zijn als je meer betaalde
- Wie slim winkelt, koopt bij Zeeman
- Altijd scherp, Zeeman
- Heel Nederland loopt binnen bij Zeeman
- Zeeman, zo eenvoudig kan het zijn